# Свети Атанасий (Оровник)
Вижте пояснителната страница за други значения на Свети Атанасий.
„Свети Атанасий“ или „Свети Атанас“ (на гръцки: Αγίου Αθανασίου) е православна църква в преспанското село Оровник (Кариес), Гърция, част от Леринската, Преспанска и Еордейска епархия на Цариградската патриаршия, под управлението на Църквата на Гърция.

## Местоположение
Църквата е разположена на 2 km югозападно от селото.

## Описание
Църквата е малък еднокорабен храм с дървен покрив. Изградена е със сух камък, а входът ѝ, който се намира в северозападния ѝ край, е уникален.